# Équipe de Nouvelle-Zélande de rugby à XV à la Coupe du monde 2007
L'équipe de Nouvelle-Zélande de rugby à XV faisait partie des favoris pour la victoire finale lors de la Coupe du monde de rugby 2007 qu’elle disputait en France.

## Les 30 sélectionnés
Voici la liste des trente sélectionnés pour la Coupe du monde 2007 :

### Les avants
| Joueur          | Poste                  | Club                          |
| --------------- | ---------------------- | ----------------------------- |
| Jerry Collins   | Troisième ligne aile   | Hurricanes                    |
| Carl Hayman     | Pilier droit           | Highlanders/Newcastle Falcons |
| Andrew Hore     | Talonneur              | Hurricanes                    |
| Chris Jack      | Deuxième ligne         | Crusaders/Saracens            |
| Sione Lauaki    | Troisième ligne centre | Chiefs                        |
| Chris Masoe     | Troisième ligne aile   | Hurricanes                    |
| Richie McCaw    | Troisième ligne aile   | Crusaders                     |
| Keven Mealamu   | Talonneur              | Blues                         |
| Anton Oliver    | Talonneur              | Highlanders/RC Toulon         |
| Keith Robinson  | Deuxième ligne         | Chiefs                        |
| Rodney So'oialo | Troisième ligne centre | Hurricanes                    |
| Greg Somerville | Pilier droit           | Crusaders                     |
| Reuben Thorne   | Troisième ligne aile   | Crusaders                     |
| Neemia Tialata  | Pilier gauche          | Hurricanes                    |
| Ali Williams    | Deuxième ligne         | Blues                         |
| Tony Woodcock   | Pilier gauche          | Blues                         |

### Les arrières
| Joueur            | Poste              | Club                         |
| ----------------- | ------------------ | ---------------------------- |
| Daniel Carter     | Demi d'ouverture   | Crusaders                    |
| Andy Ellis        | Demi de mêlée      | Crusaders                    |
| Nick Evans        | Demi d'ouverture   | Highlanders                  |
| Doug Howlett      | Ailier droit       | Blues                        |
| Byron Kelleher    | Demi de mêlée      | Highlanders/Stade toulousain |
| Brendon Leonard   | Demi de mêlée      | Chiefs                       |
| Leon MacDonald    | Arrière            | Crusaders                    |
| Aaron Mauger      | Trois quart centre | Crusaders/Leicester Tigers   |
| Luke McAlister    | Trois-quart centre | Blues/Sale Sharks            |
| Mils Muliaina     | Arrière            | Chiefs                       |
| Joe Rokocoko      | Ailier gauche      | Blues                        |
| Sitiveni Sivivatu | Ailier droit       | Chiefs                       |
| Conrad Smith      | Trois quart centre | Hurricanes                   |
| Isaia Toeava      | Ailier gauche      | Blues                        |

## La Coupe du Monde
La Nouvelle-Zélande dispute quatre matches préliminaires dans la Poule C.

### Match 1: Nouvelle-Zélande-Italie: 76-14 (8 septembre 2007,Stade Vélodrome)
Date : 8 septembre 2007

Composition des équipes

Stade : Stade Vélodrome à Marseille ( France)
Arbitre : Wayne Barnes 
Composition des équipes :
Nouvelle-Zélande

Titulaires : Mils Muliaina, Doug Howlett, Conrad Smith, Luke McAlister, Sitiveni Sivivatu, Daniel Carter, Byron Kelleher, Rodney So'oialo, Richie McCaw, Jerry Collins, Ali Williams, Chris Jack, Carl Hayman, Keven Mealamu, Tony Woodcock

Remplaçants : Anton Oliver, Neemia Tialata, Reuben Thorne, Sione Lauaki, Brendon Leonard, Aaron Mauger, Leon MacDonald
Italie

Titulaires : Salvatore Perugini, Fabio Ongaro, Martin Castrogiovanni, Santiago Dellapè, Marco Bortolami, Alessandro Zanni, Mauro Bergamasco, Sergio Parisse, Alessandro Troncon, Roland de Marigny, Marko Stanojevic, Mirco Bergamasco, Andrea Masi, Kaine Robertson, David Bortolussi

Remplaçants : Carlo Festuccia, Andrea Lo Cicero, Valerio Bernabo, Manoa Vosawai, Paul Griffen, Gonzalo Canale, Ezio Galon
Points marqués :
Nouvelle-Zélande : 11 essais par Mc Caw (2e, 7e), Howlett (12e, 56e, 58e), Muliaina (15e), Sivivatu (18e, 29e), Jack (50e), Collins (67e,69e)
9 transformations par Carter (3e, 8e, 13e, 16e, 19e, 50e, 57e), McAlister (68e,70e), 1 pénalité de Carter (11e)
Commentaire:

L'équipe de Nouvelle-Zélande frappe très fort en inscrivant 14 points en dix minutes. Le capitaine Richie McCaw montre l'exemple en inscrivant deux essais, transformés dans la foulée par l'ouvreur Carter. À la mi-temps, le score est de 43-7 en faveur des All Blacks. De retour des vestiaires, le rouleau-compresseur néo-zélandais ne baisse pas son régime et aggrave un peu plus le résultat, malgré un sursaut d'orgueil des Italiens dans les dix dernières minutes. Score final: 76-14 en faveur de la Nouvelle-Zélande, avec le point de bonus offensif.
Lors de ce match, Doug Howlett marque trois essais et rejoint Christian Cullen en tête du classement des meilleurs marqueurs de l'histoire du rugby néo-zélandais (46).

### Match 2: Nouvelle-Zélande-Portugal: 108-13 (15 septembre 2007,Stade Gerland,Lyon)
Date : 15 septembre 2007

Composition des équipes

Stade : Stade Gerland, Lyon ( France)
Arbitre : Chris White
Composition des équipes :
Nouvelle-Zélande

Titulaires : 15 Mils Muliaina, 14 Isaia Toeava, 13 Conrad Smith, 12 Aaron Mauger, 11 Joe Rokocoko, 10 Nick Evans, 9 Brendon Leonard, 8 Sione Lauaki, 7 Chris Masoe, 6 Jerry Collins(c), 5 Ali Williams, 4 Chris Jack, 3 Greg Somerville, 2 Andrew Hore, 1 Neemia Tialata

Remplaçants : 16 Anton Oliver, 17 Tony Woodcock, 18 Carl Hayman, 19 Rodney So'oialo, 20 Keven Mealamu, 21 Andrew Ellis, 22 Leon MacDonald.
Portugal

Titulaires : 15 Pedro Leal, 14 António Aguilar, 13 Miguel Portela, 12 Diogo Mateus, 11 Pedro Carvalho, 10 Gonçalo Malheiro, 9 Luis Pissarra, 8 Vasco Uva (c), 7 Diogo Coutinho, 6 Paulo Murinello, 5 Gonçalo Uva, 4 Marcello d'Orey, 3 Ruben Spachuck, 2 João Correia, 1 Andre Silva

Remplaçants : 16 Rui Cordeiro, 17 Joaquim Ferreira, 18 David Penalva, 19 Tiago Girão, 20 João Uva, 21 José Pinto, 22 Duarte Cardoso Pinto 
Points marqués :
Nouvelle-Zélande : 16 essais de Rokocoko (3e, 12e), Toeava (25e), Williams (28e), Mauger (30e, 66e), Collins (32e), Masoe (34e), Hore (40e), Leonard (50e), Evans (59e), Ellis (62e), McDonald (69e), Smith (73e, 80e), Hayman (76e), 14 transformations de Evans.
Commentaire: 
 
L'équipe de Nouvelle-Zélande est sérieuse et ajoute 16 essais aux 11 déjà inscrits au premier match. C'est l'équipe la plus performante de toutes les participantes à la Coupe du monde en matière d'essais et Nick Evans avec 33 points, intègre les 10 meilleurs réalisateurs sur un match de Coupe du monde. Pour sa première opposition contre la Nouvelle-Zélande, le Portugal marque un essai même si la défaite est lourde.

### Match 3: Nouvelle-Zélande-Écosse: 40-0 (23 septembre 2007,Murrayfield(Édimbourg)
Date : 23 septembre 2007
Stade : Murrayfield à Édimbourg ( Écosse)
Arbitre : Marius Jonker 
Composition des équipes :
Écosse

Titulaires : 1 Alasdair Dickinson, 2 Scott Lawson, 3 Craig Smith, 4 Scott MacLeod, 5 Scott Murray (cap.), 6 Kelly Brown, 7 John Barclay, 8 David Callam, 9 Chris Cusiter, 10 Chris Paterson, 11 Simon Webster, 12 Andrew Henderson, 13 Marcus Di Rollo, 14 Nikki Walker, 15 Hugo Southwell

Remplaçants : 16 Fergus Thomson, 17 Gavin Kerr, 18 Jim Hamilton, 19 Allister Hogg, 20 Rory Lawson, 21 Dan Parks, 22 Rob Dewey
Nouvelle-Zélande

Titulaires : 15 Leon MacDonald, 14 Doug Howlett, 13 Conrad Smith, 12 Luke McAlister, 11 Sitiveni Sivivatu, 10 Dan Carter, 9 Byron Kelleher, 8 Rodney So'oialo, 7 Richie McCaw (cap.), 6 Chris Masoe, 5 Ali Williams, 4 Reuben Thorne, 3 Carl Hayman, 2 Anton Oliver, 1 Tony Woodcock

Remplaçants : 16 Andrew Hore, 17 Neemia Tialata, 18 Chris Jack, 19 Sione Lauaki, 20 Brendon Leonard, 21 Nick Evans, 22 Isaia Toeava
Points marqués :
Écosse : -
Commentaire: 
 
L'équipe de Nouvelle-Zélande veut-elle punir l'Écosse de ne pas avoir présenté sa meilleure équipe ? C'est le Kapa o Pango qui est interprété en préambule. Et les All Blacks appliqués inscrivent 6 essais sans concèder un point pour remporter la victoire la plus large jamais réalisée en Écosse. Par contre, Daniel Carter a été défaillant comme buteur. Doug Howlett marque son 47e essai en match international et devient le meilleur marqueur d'essais All-Black de tous les temps. La Nouvelle-Zélande, elle, assure sa qualification pour les quarts de finale.

### Match 4: Nouvelle-Zélande-Roumanie: 85-8 (29 septembre 2007,Stadium(Toulouse)
Date : 29 septembre 2007
Stade : Stadium de Toulouse ( France)
Arbitre : Joël Jutge 
Composition des équipes :
Roumanie

Titulaires : 1 Bogdan Balan, 2 Marius Tincu, 3 Silviu Florea, 4 Sorin Socol (cap.), 5 Cristian Petre, 6 Florin Corodeanu, 7 Alexandru Manta, 8 Ovidiu Tonita, 9 Lucian Sirbu, 10 Ionut Dimofte, 11 Gabriel Brezoianu, 12 Romeo Gontineac, 13 Minya Csaba Gal, 14 Stefan Ciuntu, 15 Iulian Dumitras

Remplaçants : 16 Razvan Mavrodin, 17 Paulica Ion, 18 Valentin Ursache, 19 Cosmin Ratiu, 20 Valentin Calafeteanu, 21 Florin Vlaicu, 22 Dan Vlad ou Catalin Dascalu
Nouvelle-Zélande

Titulaires : 1 Neemia Tialata, 2 Keven Mealamu, 3 Greg Somerville, 4 Reuben Thorne, 5 Keith Robinson, 6 Jerry Collins (cap.), 7 Chris Masoe, 8 Sione Lauaki, 9 Andrew Ellis, 10 Luke McAlister, 11 Sitiveni Sivivatu, 12 Aaron Mauger, 13 Isaia Toeava, 14 Joe Rokocoko, 15 Nick Evans

Remplaçants : 16 Andrew Hore, 17 Tony Woodcock, 18 Chris Jack, 19 Richie McCaw, 20 Brendon Leonard, 21 Doug Howlett 22 Conrad Smith
Points marqués :
Roumanie : 1 essai de Tincu (31e), 1 pénalité de Vlaicu (72e)

### Match 5: Nouvelle-Zélande-France: 18-20 (6 octobre 2007,Millennium Stadium,Cardiff)
Date : 6 octobre 2007, 20:00 (GMT)
Stade : Millennium Stadium, à Cardiff ( Pays de Galles)
Arbitre : Wayne Barnes 
Homme du match : Luke McAlister (selon l'IRB)
Statistiques : statistiques
Composition des équipes :
Nouvelle-Zélande

Titulaires : 1 Tony Woodcock, 2 Anton Oliver, 3 Carl Hayman, 4 Keith Robinson, 5 Ali Williams, 6 Jerry Collins, 7 Richie McCaw (cap.), 8 Rodney So'oialo, 9 Byron Kelleher, 10 Daniel Carter, 11 Sitiveni Sivivatu, 12 Luke McAlister, 13 Mils Muliaina, 14 Joe Rokocoko, 15 Leon MacDonald

Remplaçants : 16 Andrew Hore, 17 Neemia Tialata, 18 Chris Jack, 19 Chris Masoe, 20 Brendon Leonard, 21 Nick Evans, 22 Isaia Toeava
France

Titulaires : 1 Olivier Milloud, 2 Raphaël Ibañez (cap.), 3 Pieter de Villiers, 4 Jérôme Thion, 5 Fabien Pelous, 6 Serge Betsen, 7 Thierry Dusautoir, 8 Julien Bonnaire, 9 Jean-Baptiste Élissalde, 10 Lionel Beauxis, 11 Cédric Heymans, 12 Yannick Jauzion, 13 David Marty, 14 Vincent Clerc, 15 Damien Traille

Remplaçants : 16 Dimitri Szarzewski, 17 Jean-Baptiste Poux, 18 Sébastien Chabal, 19 Imanol Harinordoquy, 20 Frédéric Michalak, 21 Christophe Dominici, 22 Clément Poitrenaud
Points marqués :
Nouvelle-Zélande : 2 essais de McAlister (17e), So'oialo (63e), 1 transformation de Carter (18e), 2 pénalités de Carter (13e, 31e)
Commentaire: 
 
Avant ce match l'équipe de France comptait 10 victoires, 35 défaites et 1 match nul contre les All Blacks. La dernière victoire française avait été acquise le 18 novembre 2000 à Marseille sur le score de 42 à 33[11].
Les All Blacks ont joué avec un maillot gris et noir tandis que les Français ont joué en maillot bleu sombre, pour pouvoir différencier les deux équipes. Les All Blacks maîtrisent la première mi-temps grâce à leur domination en mêlée et en touche, inscrivant un essai par Luke McAlister, Dan Carter marque ensuite la transformation et deux pénalités (13-0). Après avoir manqué deux pénalités et un drop, les Français inscrivent leurs trois premiers points à l'ultime seconde de la mi-temps par une pénalité de Lionel Beauxis. En seconde période, profitant de l'exclusion temporaire de McAlister(45e)pour obstruction sur Yannick Jauzion, les Bleus inscrivent un premier essai par Thierry Dusautoir. Jean-Baptiste Elissalde transforme, il y a alors égalité (13-13) à la 54e. Les Néo-Zélandais marquent un deuxième essai par Rodney So'oialo après une longue série de « pick and go» (63e).
La France marque son deuxième essai par Yannick Jauzion (68e) après une passe de Damien Traille (pourtant en-avant) et une percée de Frédéric Michalak. La transformation d'Elissalde place les Français en tête pour la première fois du match (20-18), les Bleus conservent cet avantage jusqu'au terme de la rencontre passant les dernières minutes dans leur camp à plaquer leurs adversaires. Le XV de France réitère l'exploit de la demi-finale de 1999 et se qualifie pour la demi-finale, où il retrouvera le XV d'Angleterre pour la revanche de 2003 au même stade de la compétition. Pour la première fois de leur histoire les All Blacks ne font pas partie du dernier carré d'une Coupe du Monde.

## Meilleurs marqueurs d'essais néo-zélandais
1. Doug Howlett 6 essais
2. Joe Rokocoko 5 essais
3. Sitiveni Sivivatu 4 essais
4. Jerry Collins, Aaron Mauger, Richie McCaw, Conrad Smith, Isaia Toeava 3 essais
5. Nick Evans, Andrew Hore, Chris Masoe, Ali Williams 2 essais
6. Daniel Carter, Andrew Ellis, Carl Hayman, Chris Jack, Byron Kelleher, Brendon Leonard, Leon MacDonald, Mils Muliaina, Luke McAlister, Rodney So'oialo 1 essai

## Meilleurs réalisateurs néo-zélandais
1. Daniel Carter 39 points
2. Nick Evans 34 points